# Power Blade
Power Blade — видеоигра в жанре платформера, разработанная и изданная компанией Taito эксклюзивно для игровой консоли Nintendo Entertainment System. Была выпущена в США в марте 1991 года и в Европе в январе 1992 года. Также была выпущена версия для аркадного автомата PlayChoice-10. Продолжение игры, Power Blade 2, вышло в 1992 году.
Игра является локализованной и значительно переработанной версией игры Power Blazer для Famicom, выпущенной компанией Taito в Японии 20 апреля 1990 года. Главный герой, «мультяшный» робот, был заменён на человека, напоминающего Арнольда Шварценегерра. Были полностью переделаны все уровни и существенно улучшено управление. Без изменений остались музыка и звуковые эффекты, а также незначительная часть графики. Сначала версию игры для США предполагалось назвать Power Mission, но впоследствии выбрано название Power Blade. Оно также является названием самого мощного оружия в игре, получаемого при взятии специального приза Power Suit.

## Сюжет
Действие игры происходит в 2191 году в колонии на новой Земле. Главный герой игры, NOVA, является начальником службы безопасности, охраняющей Главный Компьютер, который управляет колонией. Однажды пришельцы атакуют Главный Компьютер и вызывают сбой его программы. NOVA должен найти шесть кассет с данными в шести секторах колонии и восстановить работу компьютера.

## Игровой процесс
Игра состоит из семи уровней. Первые шесть уровней могут быть пройдены в произвольном порядке. Уровни представляют собой несложные лабиринты и иногда имеют несколько вариантов прохождения. Для прохождения первых шести уровней игрок должен сначала найти на уровне агента, который даёт идентификационную карту. С её помощью игрок может войти в комнату босса уровня. Время прохождения уровней ограничено. После прохождения уровня выдаётся пароль, с помощью которого игра может быть продолжена без прохождения ранее пройденных уровней.
В качестве оружия герой использует бумеранг, который можно бросать в восьми направлениях. Дальность броска, наносимый урон и количество бросаемых бумерангов может быть увеличено специальными призами. Герой также может найти на уровне специальный приз, дающий Power Suit — защитный костюм, выдерживающий три удара и позволяющий использовать самое мощное оружие в игре.

## Отзывы
Игра попала на обложку журнала Nintendo Power за апрель 1991 года, в котором была опубликована статья о ней. Обзор игры также был опубликован в английском журнале Mean Machines, где игра получила оценку 88 %.